# Хутор (Болховский район)
Ху́тор — деревня Болховском районе Орловской области. Входит в состав Хуторского сельского поселения.

## География
Деревня расположена в центральной части Среднерусской возвышенности в лесостепной зоне, на севере Орловской области, возле административной границы с Ульяновским районом Калужском области, на реке Машок.
Географическое положение
В 2 км — административный центр поселения деревня Середичи, в 22 км — административный центр района город Болхов.
Климат
Климат близок к умеренно-холодному, количество осадков является значительным, с осадками в засушливый месяц. Среднегодовая норма осадков — 627 мм. Среднегодовая температура воздуха в Болховском районе — 5,1 °C.

## Население
| 2010 |
| ---- |
| 22   |

Возрастной состав
На 2017—2018 года, по данным администрации Хуторского сельского поселения, в шести домах проживают 25 жителей, до 7 лет — 6 чел., от 7 до 18 лет — 8 чел, от 18 до 30 лет — 4 чел., от 30 до 50 лет — 4 чел., от 50 до 60 лет — 1 чел., свыше 60 лет — 2 чел..
Национальный состав
Согласно результатам переписи 2002 года, в национальной структуре населения
аварцы составляли 82 % от общей численности населения в 11 жителей.

## Улицы
Уличная сеть состоит из трёх географических объектов: ул. Полевая, ул. Садовая и ул. Центральная.

## Инфраструктура
Развито лично-подсобное хозяйство.